# 脇真大
脇 真大（わき まさひろ、2002年3月11日 - ）は、熊本県出身のバスケットボール選手。B.LEAGUEの琉球ゴールデンキングスに所属している。ポジションはスモールフォワード。

## 経歴
父は1995年福岡ユニバーシアード銀メダリストの脇将典、姉の脇梨奈乃もバスケットボール選手。
熊本市立東町中学校では3年時に主将として全国大会でベスト8に進出した。
岡山商科大学附属高等学校では3年時に第72回全国高等学校バスケットボール選手権大会に出場し、3試合で平均38.3得点を記録した。
白鷗大学に進学し、2年時の2021年に出場した第73回全日本大学バスケットボール選手権大会では初優勝に貢献した。同年12月29日には特別指定選手として茨城ロボッツに加入した。4年時の2023年に出場した第75回全日本大学バスケットボール選手権大会ではエースとしてチームを2年ぶりの優勝に導き、大会得点王と最優秀選手賞を受賞した。その後、同年12月19日に特別指定選手として琉球ゴールデンキングスに加入した。

## 代表歴
高校時代の2019年に日・韓・中ジュニア交流競技会、大学時代の2023年にはワールドユニバーシティゲームズの日本代表に選出された。